# Corethrella kerrvillensis
Corethrella kerrvillensis is een muggensoort uit de familie van de Corethrellidae. De wetenschappelijke naam van de soort is voor het eerst geldig gepubliceerd in 1965 door Stone.